# Sky Sports
Sky Sports es un grupo de canales de televisión de deportes operados por la empresa británica Sky. Se ofrece a través de los servicios de Sky, Virgin Media, BT TV y TalkTalk.
Sky Sports es la marca dominante de deportes de televisión por suscripción en el Reino Unido e Irlanda. Desempeña un papel importante en el aumento de la comercialización del deporte británico desde 1991, a veces juega significativamente en la inducción de cambios en la organización de los deportes que difunde, sobre todo cuando se animó a la Liga Premier de romper con la Liga de Fútbol en 1992.
Sky Sports 1, 2, 3, 4 y 5 están disponibles como un paquete prémium en la parte superior del paquete Sky básica. Estos canales también están disponibles como prima en casi cada satélite, por cable y de IPTV sistema de radiodifusión en el Reino Unido e Irlanda. Sky Sports Noticias HQ se proporciona como parte de los paquetes básicos. Sky Sports es quizás más conocido por su Premier League cobertura de fútbol. La red Sky Sports es dirigido por Barney Francis.
El primer canal, Sky Sports (ahora Sky Sports 1), fue lanzado en 1990 como The Sports Channel.

## Canales de Sky Sports (Reino Unido e Irlanda)
Diez canales principales completan la oferta de Sky Sports:
| Nombre                    | Descripción |
| ------------------------- | --- |
| Sky Sports Mix            | Disponible para todos los clientes de Sky. Retransmite una mezcla de deportes en directo y programación suplementaria de la red de canales. |
| Sky Sports Main Event     | Retransmite los eventos más importantes. Es considerado el canal principal del paquete.                                                     |
| Sky Sports Premier League | Dedicado exclusivamente a la Premier League, incluyendo retransmisión de partidos en directo, y más programas para ampliar la cobertura.    |
| Sky Sports Football       | Dedicado a las competiciones de fútbol que no son la Premier League (LaLiga Santander, Serie A, Ligue 1...).                                |
| Sky Sports Cricket        | Dedicado a retransmisiones de cricket. |
| Sky Sports Golf           | Dedicado a retransmisiones de golf. |
| Sky Sports F1             | Dedicado a retransmisiones de Fórmula 1, así como otras competiciones como Fórmula 2 y la GP3 Series.                                       |
| Sky Sports Action         | Dedicado a la retransmisión de otros deportes, como el tenis o el rugby.                                                                    |
| Sky Sports Arena          | Dedicado a la retransmisión de otros deportes, como el boxeo o la WWE (Raw y SmackDown LIVE).                                               |
| Sky Sports News           | Ofrece una cobertura amplia de noticias de todos los deportes. A veces también retransmite fútbol en directo.                               |

### Cobertura deportiva

#### Fútbol
- Sky Bet Football Championship (3 partidos por jornada) (Disponible en HD).
- LaLiga Santander
- Copa del Rey

- Copa Libertadores de América (Compartido con BT Sport) (34 Partidos por Año)
- Brasileirão
- UEFA Nations League
- MLS

#### Tenis
- Wimbledon
- Copa Davis

#### Baloncesto
- Liga Británica de Básquetbol
- NBA

#### Rugby
- Aviva Premiership
- Top 14
- Seis Naciones

#### Lucha Libre Profesional
- WWE (Raw, SmackDown)

#### Deporte Motor
- BTCC
- Fórmula 1

### Competencia Televisiva
- BT Sport

## Sky Sports México
Sky Sports México es el nombre comercial de un grupo de canales de televisión que da cobertura a México, América Central y a la República Dominicana. Actualmente, los propietarios son Televisa y DirecTV.
En este canal, se transmiten todos los partidos de la Liga Española y Bundesliga así como eventos importantes como la LFP, FEI, IAAF, ATP, WTA y maratones, entre otros eventos deportivos; además, se dan noticias, fechas, horarios, resultados y estadísticas sobre estos eventos. 
El canal combina un conjunto de canales alternos que se encargan de transmitir varias competiciones en simultáneo, como fútbol, tenis y baloncesto, en los canales 510, 511, 534, 536, 536, 537y 1510, 1511, 1534, 1535, 1536, 1537 en HD.

### Eventos deportivos

#### Fútbol
- LaLiga Santander
- Segunda División de España
- Copa del Rey
- Bundesliga
- 2. Bundesliga
- Supercopa de Alemania

#### Competiciones internacionales
- UEFA Nations League
- Clasificación para la Eurocopa 2020
- Eurocopa 2020
- Copa América 2021
- Copa del Mundo (Disponible en HD).

#### Otros Eventos
- Liga de las Américas
- LMP
- Serie del Caribe

### Programas
- Barça TV
- Real Madrid TV
- FIFA Fútbol Mundial
- La Liga World
- La Liga Show
- Sky Sports News
- Zacatepec, al Rescate de los Cañeros

### Rostros de Sky Sports México
- Alberto Manga
- Marc Puigpelat
- Lluis Carreras
- Jordi Pons
- Ivan Fanlo

- Julio Hernández
- Juan Carlos Vera
- Miguel Robledo
- Ramón Cáceres

- Alberto Perez
- Esteban Suárez
- Luis Milla
- Ivan Fanlo
- Javier Marquez
- Sergio Vasquez
- Alberto Edjogo
- Marcos Gumiel
- Toni Pinilla
- Edu Pino
- Luis Contreras

### Rivales
- TUDN
- Azteca Deportes
- TVC Deportes
- Claro Sports
- Sports Max
- Fox Sports Latinoamérica
- ESPN Latinoamérica
- TyC Sports
- GolTV (Latinoamérica)
- Premiere Futebol Clube

### Canales extintos
Sky Sports Brasil: Fue un canal de Sky Brasil, transmitía programación deportiva, fue reemplazado por Sports+ hasta cerrarse totalmente al salir la nueva ley que impide que las empresas de telecomunicaciones puedan tener canales propios. Es el único país donde Sky no tiene su canal propio deportivo.

## Sky Sports Italia
Sky Sport(Italia) es un grupo de nueve canales de televisión por satélite deportivo en idioma italiano producidos y transmitidos por Sky Italia, fue lanzado en el 2003.
Sky Sport ofrece una amplia gama de eventos deportivos: una selección de partidos de fútbol Serie A y Serie B (todos los partidos están disponibles a través del paquete Sky Calcio); Fútbol de la Premier League y grandes campeonatos europeos como la Bundesliga, la Liga española y la Eredivisie ; baloncesto con Serie A, Serie A2 , NBA , Euroleague; los motores con todas las razas de Fórmula 1 y Motomondiale; tenis, rugby, golf y mucho más. También ofrece el canal Sky Sports 24 , HD exclusivo y los dos canales de Eurosport.

## Sky Sports Alemania
Sky Sports Deutschland: el grupo de transmisión se originó en el lanzamiento de Premiere en 1993 y las estaciones de deportes en la plataforma DF1 (DSF Plus, DSF Action y DSF Golf). En el momento de la fusión de DF1 y Premiere el 1 de octubre de 1999, estos canales fueron reemplazados por Premiere Sport 1 y Premiere Sport 2 . Además, hasta once canales más estaban disponibles, que solo se transmitieron en varios eventos deportivos paralelos.
Cuando Premiere pasó a llamarse Sky el 4 de julio de 2009, los canales pasaron a llamarse Sky Sport 1 a 13 y Premiere Austria se convirtió en Sky Sport Austria. Sky Sports HD también comenzó. Esto envió programas seleccionados en HD . Otras dos estaciones HD, Sky Sport HD2 y Sky Sport HD Extra se lanzaron el 13 de agosto de 2010 y el 6 de agosto de 2011. El 1 de diciembre de 2011 también se lanzó la cadena de noticias deportivas Sky Sport News , que también está disponible en HD desde el principio. y está disponible para todos los clientes en el paquete Sky World o Sky Starter.
Desde el 1 de julio de 2013, también se ha distribuido Sky Sport HD 3-11 , que inicialmente solo estaba disponible para los clientes que pagan tarifas estándar para sus envíos de paquetes. Desde mediados de enero de 2014, estos programas están disponibles para todos los suscriptores de Sky Sports con la opción HD. El mismo día, Sky Sport HD Extra fue reemplazado por Sky Bundesliga HD 1 y los canales adicionales Sky Sport 12-13 se apagaron.
Desde el 26 de agosto de 2016, todas sus actividades deportivas se agrupan bajo la nueva marca paraguas "Sky Sport" y la reivindicación "Ganz gross Sport".
El 5 de octubre de 2016 lanzó Sky in Ultra HD y lanzó Sky Sport UHD con partidos seleccionados de la UEFA Champions League en alta resolución.
El primer juego en Ultra HD es el 18 de octubre de 2016 (entre Leverkusen y Tottenham)
el 16 de febrero de 2017, Sky transmitirá la UEFA Europa League por primera vez en Ultra HD (entre M'gladbach y AC Florenz)
Otros deportes en Ultra HD, como Fórmula 1 y Golf, siguen
A partir del verano de 2018, los fanáticos del fútbol alemán comenzarán un nuevo juego. Por primera vez, los juegos de la Liga de Campeones solo se mostrarán en TV paga. Sky muestra 34 partidos en vivo, DAZN 104.
Sky presentará la Fórmula 1 por primera vez en Alemania y Austria en Ultra HD. Desde el Gran Premio de Bélgica este fin de semana, Sky por lo general muestra la clasificación y las carreras de Fórmula 1 en Ultra HD
La historia de la Sky Sport Bundesliga: por primera vez el 2 de marzo de 1991 - Eintracht Frankfurt ganó 4: 3 contra 1. FC Kaiserslautern - Premiere se estrenó un partido importante de la Bundesliga alemana una vez por semana y continuó ampliando su cobertura a lo largo de los años ,
Con el inicio de la temporada 2000/01, Premiere estrenó todos los partidos de la Bundesliga por primera vez.
En diciembre de 2005, la filial del operador de la red de cable Unitymedia arena, que hasta ahora no había aparecido todavía, tuvo éxito en la licitación de derechos de televisión en la Bundesliga para las temporadas 2006/07 a 2008/09. Premiere fue así por primera vez en mucho tiempo sin cobertura en vivo de la clase de élite alemana. arena, sin embargo, posteriormente se enfrentó a problemas técnicos, organizacionales y, en última instancia, financieros. Así, el proveedor de servicios a largo plazo Plazamedia, que ya estaba activo para Premiere, podría ganar como productores de las emisiones y alquilar un transpondedor en el satélite Astra, pero la extensión del cable resultó ser el mayor problema para el operador de red de cable Unitymedia. con el operador de red de cable más grande y sus competidores Kabel Deutschland no acordaron una distribución. La distribución en esta red solo podría asegurarse en los últimos metros mediante una cooperación con el propietario anterior de los derechos Premiere, que tenía así nuevamente el pie en la puerta de la Bundesliga en el cable.
En el estreno de IPTV producido en este período de derechos la oferta de la Bundesliga de la alemana Telekom. Incluso si uno fuera de facto excluyendo al público, Premiere había encontrado una manera de mantener la extensa y costosa editorial de la Bundesliga, que resultó ser decisiva después de solo un año.
Después de que la Oficina Federal de Cártel rechazó una cooperación extendida de arena y estreno más allá de la red de cable de Kabel Deutschland, en el estreno que la arena transmisora permitió ofrecer a todos los clientes en todas las rutas de difusión, Unitymedia ya no pudo participar en el proyecto. Forma. Por esta razón, arena -esta vez con la bendición de la Oficina Federal de Cártel- transfirió sus derechos a la Bundesliga para su estreno en la temporada 2007/08, que nuevamente fueron los titulares de los derechos de la Bundesliga. A partir de este momento, Premiere volvió a producir la Bundesliga.
Desde el comienzo de la temporada 2009/10, Sky vuelve a ser propiedad directa y exclusiva de los derechos televisivos a través de Internet por cable, por satélite y por Internet. Al mismo tiempo, se introdujo un nuevo plan de juego, que aumenta significativamente el área del programa de la Bundesliga in the Sky en hasta nueve veces en las dos ligas.
El 17 de abril de 2012, Sky recibió los derechos de televisión de pago de la Bundesliga para la temporada 2013/14 del DFL durante cuatro años. ¡Al mismo tiempo, estaban en contra del total de LIGA contra Deutsche Telekom ! , que hasta ahora ha tenido los derechos de IPTV y móvil. Para esto, Sky paga la suma récord de un promedio de 485,7 millones de euros por temporada. A partir de la temporada 2013/14, Sky también transmitirá todos los juegos en los dos escuadrones de la Bundesliga.
Desde el 26 de agosto de 2016 fue desde Sky Bundesliga HD hasta Sky Sport Bundesliga HD.
El 5 de octubre de 2016, Sky se lanzó en Ultra HD e inició Sky Sport Bundesliga UHD con un partido por partido de la Bundesliga.
El primer juego en Ultra HD es el 14 de octubre de 2016 (entre Dortmund y Hertha BSC)